# Hans-Joachim Gottschol
Hans-Joachim Gottschol (* 23. August 1927 in Hagen; † 2. Februar 2007 ebenda) war ein deutscher Unternehmer.

## Werdegang
Er studierte Metallhüttenkunde in Clausthal-Zellerfeld und promovierte in Aachen. Ab 1954 leitete er das väterliche Unternehmen Metallwerke-Krauthausen KG in Ennepetal. Das Unternehmen investierte nach der Wiedervereinigung in Ostdeutschland. Das Unternehmen ging 1996 in Konkurs.
Gottschol war ab 1983 Vorsitzender des Märkischen Arbeitgeberverband es und ab 1985 Verhandlungsführer der nordrhein-westfälischen Metallindustrie.
Von 1992 bis 1996 war Gottschol Präsident von Gesamtmetall.